# 桂阳县 (北宋)
桂阳县，中国北宋时设置的县。
太平兴国元年（976年），避宋太宗赵光义讳，改郴义县置。治所在今湖南省汝城县泉水镇石塘村，太平兴国三年（978年）移治今汝城县卢阳镇。属郴州。元朝时，属郴州路。明、清属郴州直隶州。1913年因与本省桂阳县重名，改名汝城县。